# Copestylum punctiferum
Copestylum punctiferum är en tvåvingeart som först beskrevs av Jacques-Marie-Frangile Bigot 1875.  Copestylum punctiferum ingår i släktet Copestylum och familjen blomflugor.
Artens utbredningsområde är Colombia. Inga underarter finns listade i Catalogue of Life.